# The Crow, the Owl and the Dove
The Crow, The Owl And The Dove (en español: El Cuervo, El Búho y La Paloma) es el segundo sencillo de la banda finesa Nightwish, de su séptimo álbum Imaginaerum y fue lanzado el 2 de marzo de 2012.El sencillo incluye "The Heart Asks Pleasure First" una versión de la película The Piano de Michael Nyman

## Video Aficionados
En marzo de 2012, el sello discográfico de Nightwish, Nuclear Blast, realizó un concurso para que los admiradores crearan sus propios videos musicales de "The Crow, the Owl and the Dove". El sello proporcionó a los participantes una descarga MP3 de la versión emitida por la radio. El ganador recibió una "entrada de oro" a cualquier actuación de la gira mundial Imaginaerum, un premio especial, y la oportunidad de conocer a la banda. El segundo y tercer puesto los ganadores recibieron dos entradas para un concierto de Nightwish en la localidad más cercana y una cita con la banda para el segundo clasificado, así como una copia de una edición limitada del álbum Imaginaerum. Los vídeos ganadores aparecieron en los canales de Nightwish y en el Nuclear Blast en YouTube. El concurso terminó el 10 de abril de 2012 y los ganadores fueron seleccionados por los miembros de la banda, del sello y sus agentes, teniendo en cuenta también los votos y visitas en YouTube. Nuclear Blast notificó a los ganadores de la decisión.

## Canciones
| The Crow, the Owl and the Dove CDS (Digipak) |                                                         |                                  |          |  |
| N.º                                          | Título                                                  | Escritor(es)                     | Duración |  |
| 1.                                           | «The Crow, the Owl and the Dove (Radio edit)»           | Tuomas Holopainen, Marco Hietala | 3:46     |  |
| 2.                                           | «The Heart Asks Pleasure First»                         | Michael Nyman, Holopainen        | 4:20     |  |
| 3.                                           | «The Crow, the Owl and the Dove (Album version)»        | Holopainen, Hietala              | 4:10     |  |
| 4.                                           | «The Crow, the Owl and the Dove (Versión instrumental)» | Holopainen, Hietala              | 4:10     |  |
| 5.                                           | «The Heart Asks Pleasure First (Versión instrumental)»  | Nyman, Holopainen                | 4:20     |  |

## Créditos
- Anette Olzon - voz
- Tuomas Holopainen - Teclados, piano
- Emppu Vuorinen - guitarras
- Marco Hietala - Bajo, Voz principal
- Jukka Nevalainen - Batería, percusión

## Gráficas
| Gráfica (2012)  | Pico de posición |
| --------------- | ---------------- |
| Finlandia (OFC) | 1                |